# Olympische Winterspiele 2018/Teilnehmer (Ukraine)
| Gelbes Symbol für Goldmedaillen mit stilisierten Olympischen Ringen | Graues Symbol für Silbermedaillen mit stilisierten Olympischen Ringen | Braundes Symbol für Bronzemedaillen mit stilisierten Olympischen Ringen |
| ------------------------------------------------------------------- | --------------------------------------------------------------------- | ----------------------------------------------------------------------- |
| 1                                                                   | —                                                                     | —                                                                       |

Die Ukraine nahm an den Olympischen Winterspielen 2018 in Pyeongchang mit 33 Athleten (17 Männer; 16 Frauen) in neun Disziplinen teil. Es war die siebte Teilnahme als eigenständiger Staat. Fahnenträgerin bei der Eröffnungsfeier war Olena Pidhruschna.
Der einzige Medaillengewinn gelang dem Freestyle-Skier Oleksandr Abramenko, der im Sprungwettbewerb Olympiasieger wurde.

## Teilnehmer nach Sportarten

### Biathlon
| Athleten                                                             | Wettbewerbe                   | Zeit        | Fehler         | Rang |
| -------------------------------------------------------------------- | ----------------------------- | ----------- | -------------- | ---- |
| Frauen                                                               |                               |             |                |      |
| Julija Dschyma                                                       | 15 km Einzel                  | 44:33,9 min | 2 (1+0+1+0)    | 20   |
| Anastassija Merkuschyna                                              | 7,5 km Sprint                 | 23:32,3 min | 3 (2+1)        | 55   |
| Anastassija Merkuschyna                                              | 10 km Verfolgung              | 35:30,4 min | 5 (0+2+2+1)    | 46   |
| Anastassija Merkuschyna                                              | 15 km Einzel                  | 48:42,0 min | 6 (1+1+3+1)    | 70   |
| Walentyna Semerenko                                                  | 7,5 km Sprint                 | 23:20,9 min | 3 (2+1)        | 46   |
| Walentyna Semerenko                                                  | 10 km Verfolgung              | DNS         | DNS            | DNS  |
| Walentyna Semerenko                                                  | 12,5 km Massenstart           | 44:53,9 min | 1 (0+0+0+1)    | 25   |
| Walentyna Semerenko                                                  | 15 km Einzel                  | 37:39,9 min | 1 (1+0+0+0)    | 19   |
| Wita Semerenko                                                       | 7,5 km Sprint                 | 22:00,7 min | 1 (0+1)        | 14   |
| Wita Semerenko                                                       | 10 km Verfolgung              | 32:54,4 min | 4 (2+1+1+0)    | 18   |
| Wita Semerenko                                                       | 12,5 km Massenstart           | 48:03,8 min | 5 (0+3+1+1)    | 63   |
| Wita Semerenko                                                       | 15 km Einzel                  | 38:25,3 min | 3 (0+0+3+0)    | 24   |
| Iryna Warwynez                                                       | 7,5 km Sprint                 | 24:48,1 min | 5 (1+4)        | 73   |
| Iryna Warwynez Wita Semerenko Julija Dschyma Anastassija Merkuschyna | 4 × 6 km Staffel              | 1:13:44,8 h | 2+10 (0+3 2+7) | 11   |
| Männer                                                               |                               |             |                |      |
| Dmytro Pidrutschnyj                                                  | 10 km Sprint                  | 24:27,5 min | 0 (0+0)        | 21   |
| Dmytro Pidrutschnyj                                                  | 12,5 km Verfolgung            | 36:53,2 min | 4 (1+0+2+1)    | 34   |
| Artem Pryma                                                          | 10 km Sprint                  | 25:14,9 min | 2 (1+1)        | 40   |
| Artem Pryma                                                          | 12,5 km Verfolgung            | 37:16,3 min | 6 (1+1+2+2)    | 38   |
| Artem Pryma                                                          | 20 km Einzel                  | 52:36,5 min | 4 (1+2+0+1)    | 46   |
| Serhij Semenow                                                       | 10 km Sprint                  | 25:24,9 min | 1 (0+1)        | 46   |
| Serhij Semenow                                                       | 12,5 km Verfolgung            | 38:23,7 min | 5 (1+0+2+2)    | 49   |
| Serhij Semenow                                                       | 20 km Einzel                  | 52:57,9 min | 3 (1+0+1+1)    | 53   |
| Wladimir Semakow                                                     | 10 km Sprint                  | 26:31,7 min | 3 (1+2)        | 78   |
| Wladimir Semakow                                                     | 20 km Einzel                  | 51:32,1 min | 1 (0+1+0+0)    | 31   |
| Artem Tyschtschenko                                                  | 20 km Einzel                  | 51:15,2 min | 0 (0+0+0+0)    | 29   |
| Dmytro Pidrutschnyj Artem Pryma Serhij Semenow Wladimir Semakow      | 4 × 7,5 km Staffel            | 1:20:17,3 h | 2+9 (0+0 2+9)  | 9    |
| Mixed                                                                |                               |             |                |      |
| Iryna Warwynez Julija Dschyma Artem Pryma Dmytro Pidrutschnyj        | 2 × 6 km + 2 × 7,5 km Staffel | 1:09:46,4 h | 0+5 (0+3 0+2)  | 7    |

Olena Pidhruschna gehörte zum Aufgebot, kam aber nicht zum Einsatz.

### Eiskunstlauf
| Athleten                           | Wettbewerbe | Kurzprogramm/-tanz | Kurzprogramm/-tanz | Kür/Kürtanz        | Kür/Kürtanz        | Gesamt | Gesamt |
| Athleten                           | Wettbewerbe | Punkte             | Rang               | Punkte             | Rang               | Punkte | Rang   |
| ---------------------------------- | ----------- | ------------------ | ------------------ | ------------------ | ------------------ | ------ | ------ |
| Frauen                             |             |                    |                    |                    |                    |        |        |
| Anna Chnytschenkowa                | Einzel      | 47,59              | 29                 | Kür nicht erreicht | Kür nicht erreicht | 47,59  | 29     |
| Männer                             |             |                    |                    |                    |                    |        |        |
| Jaroslaw Paniot                    | Einzel      | 46,58              | 30                 | Kür nicht erreicht | Kür nicht erreicht | 46,58  | 30     |
| Mixed                              |             |                    |                    |                    |                    |        |        |
| Oleksandra Nasarowa Maksym Nikitin | Eistanz     | 57,97              | 21                 | Kür nicht erreicht | Kür nicht erreicht | 57,97  | 21     |

### Freestyle-Skiing
| Athleten            | Wettbewerbe | Qualifikation | Qualifikation | Finale        | Finale        | Rang |
| Athleten            | Wettbewerbe | Punkte        | Rang          | Punkte        | Rang          | Rang |
| ------------------- | ----------- | ------------- | ------------- | ------------- | ------------- | ---- |
| Frauen              |             |               |               |               |               |      |
| Olha Poljuk         | Aerials     | 55,50         | 17            | ausgeschieden | ausgeschieden | 16   |
| Tetjana Petrowa     | Buckelpiste | 23,07         | 20            | ausgeschieden | ausgeschieden | 30   |
| Männer              |             |               |               |               |               |      |
| Oleksandr Abramenko | Aerials     | 123,08        | 4             | 128,51        | 1             | Gold |

### Nordische Kombination
| Athleten            | Wettbewerb    | Skispringen | Skispringen | Skispringen | Langlauf    | Langlauf | Rang |
| Athleten            | Wettbewerb    | Weite       | Punkte      | Rang        | Zeit        | Rang     | Rang |
| ------------------- | ------------- | ----------- | ----------- | ----------- | ----------- | -------- | ---- |
| Männer              |               |             |             |             |             |          |      |
| Wiktor Passitschnyk | Normalschanze | 89,5 m      | 84,0        | 36          | 24:40,1 min | 13       | 30   |
| Wiktor Passitschnyk | Großschanze   | 126,0 m     | 108,2       | 21          | 24:36,6 min | 33       | 23   |

### Rennrodeln
| Athlet                                                                 | Wettbewerb   | Lauf 1       | Lauf 1 | Lauf 2   | Lauf 2 | Lauf 3   | Lauf 3 | Lauf 4        | Lauf 4        | Gesamt       | Gesamt |
| Athlet                                                                 | Wettbewerb   | Zeit         | Rang   | Zeit     | Rang   | Zeit     | Rang   | Zeit          | Rang          | Zeit         | Rang   |
| ---------------------------------------------------------------------- | ------------ | ------------ | ------ | -------- | ------ | -------- | ------ | ------------- | ------------- | ------------ | ------ |
| Frauen                                                                 |              |              |        |          |        |          |        |               |               |              |        |
| Olena Schchumowa                                                       | Einsitzer    | 46,950 s     | 19     | 46,844 s | 19     | 47,751 s | 26     | ausgeschieden | ausgeschieden | 2:21,545 min | 21     |
| Olena Stezkiw                                                          | Einsitzer    | 50,599 s     | 30     | 48,303 s | 29     | 47,929 s | 28     | ausgeschieden | ausgeschieden | 2:26,831 min | 28     |
| Männer                                                                 |              |              |        |          |        |          |        |               |               |              |        |
| Anton Dukatsch                                                         | Einsitzer    | 48,888 s     | 27     | 48,307 s | 21     | 48,303 s | 24     | ausgeschieden | ausgeschieden | 2:25,498 min | 23     |
| Andrij Mandsij                                                         | Einsitzer    | 1:02,935 min | 40     | 48,473 s | 25     | 47,981 s | 19     | ausgeschieden | ausgeschieden | 2:39,389 min | 40     |
| Oleksandr Obolontschyk Roman Sacharkiw                                 | Doppelsitzer | 48,316 s     | 20     | 47,401 s | 20     | –        | –      | –             | –             | 1:35,717 min | 20     |
| Mixed                                                                  |              |              |        |          |        |          |        |               |               |              |        |
| Olena Schchumowa Anton Dukatsch Oleksandr Obolontschyk Roman Sacharkiw | Teamstaffel  | 2:31,003 min | 13     | –        | –      | –        | –      | –             | –             | 2:31,003 min | 13     |

### Skeleton
| Athlet                  | Lauf 1  | Lauf 1 | Lauf 2  | Lauf 2 | Lauf 3  | Lauf 3 | Lauf 4  | Lauf 4 | Gesamt      | Gesamt |
| Athlet                  | Zeit    | Rang   | Zeit    | Rang   | Zeit    | Rang   | Zeit    | Rang   | Zeit        | Rang   |
| ----------------------- | ------- | ------ | ------- | ------ | ------- | ------ | ------- | ------ | ----------- | ------ |
| Männer                  |         |        |         |        |         |        |         |        |             |        |
| Wladyslaw Heraskewytsch | 51,26 s | 14     | 51,16 s | 15     | 51,21 s | 17     | 50,85 s | 7      | 3:24,47 min | 12     |

### Ski Alpin
| Athleten        | Wettbewerbe  | 1. Lauf     | 2. Lauf       | Gesamt        | Gesamt        |
| Athleten        | Wettbewerbe  | Zeit        | Zeit          | Zeit          | Rang          |
| --------------- | ------------ | ----------- | ------------- | ------------- | ------------- |
| Frauen          |              |             |               |               |               |
| Olha Knysch     | Super-G      | −           | −             | 1:30,60 min   | 43            |
| Olha Knysch     | Riesenslalom | 1:20,51 min | DNF           | ausgeschieden | ausgeschieden |
| Olha Knysch     | Slalom       | 59,07 s     | 58,93 s       | 1:58,00 min   | 45            |
| Männer          |              |             |               |               |               |
| Iwan Kowbasnjuk | Abfahrt      | −           | −             | 1:48,57 min   | 49            |
| Iwan Kowbasnjuk | Super-G      | −           | −             | DNF           | DNF           |
| Iwan Kowbasnjuk | Riesenslalom | 1:20,41 min | 1:17,26 min   | 2:37,67 min   | 57            |
| Iwan Kowbasnjuk | Slalom       | DNF         | ausgeschieden | ausgeschieden | ausgeschieden |
| Iwan Kowbasnjuk | Kombination  | 1:24,21 min | DNF           | ausgeschieden | ausgeschieden |

### Skilanglauf
| Athleten            | Wettbewerbe     | Zeit        | Rang |
| ------------------- | --------------- | ----------- | ---- |
| Frauen              |                 |             |      |
| Maryna Anzybor      | 10 km Freistil  | 28:18,7 min | 46   |
| Maryna Anzybor      | 15 km Skiathlon | 46:18,2 min | 53   |
| Tetjana Antypenko   | 10 km Freistil  | 28:38,2 min | 52   |
| Tetjana Antypenko   | 15 km Skiathlon | 45:31,2 min | 45   |
| Tetjana Antypenko   | 30 km klassisch | 1:38:17,3 h | 38   |
| Männer              |                 |             |      |
| Andrij Orlyk        | 15 km Freistil  | 39:11,3 min | 86   |
| Oleksij Krassowskyj | 15 km Freistil  | 39:05,3 min | 84   |
| Oleksij Krassowskyj | 30 km Skiathlon | überrundet  | 61   |
| Oleksij Krassowskyj | 50 km klassisch | 2:25:36,4 h | 50   |

| Athleten                         | Wettbewerbe | Qualifikation | Qualifikation | Viertelfinale | Viertelfinale | Halbfinale    | Halbfinale    | Finale        | Finale        | Rang |
| Athleten                         | Wettbewerbe | Zeit          | Rang          | Zeit          | Rang          | Zeit          | Rang          | Zeit          | Rang          | Rang |
| -------------------------------- | ----------- | ------------- | ------------- | ------------- | ------------- | ------------- | ------------- | ------------- | ------------- | ---- |
| Frauen                           |             |               |               |               |               |               |               |               |               |      |
| Maryna Anzybor                   | Sprint      | 3:40,17 min   | 56            | ausgeschieden | ausgeschieden | ausgeschieden | ausgeschieden | ausgeschieden | ausgeschieden | 56   |
| Tetjana Antypenko                | Sprint      | 3:38,56 min   | 54            | ausgeschieden | ausgeschieden | ausgeschieden | ausgeschieden | ausgeschieden | ausgeschieden | 54   |
| Tetjana Antypenko Maryna Anzybor | Teamsprint  | −             | −             | −             | −             | 17:44,04 min  | 10            | ausgeschieden | ausgeschieden | 19   |
| Männer                           |             |               |               |               |               |               |               |               |               |      |
| Andrij Orlyk                     | Sprint      | 3:39,18 min   | 74            | ausgeschieden | ausgeschieden | ausgeschieden | ausgeschieden | ausgeschieden | ausgeschieden | 73   |
| Oleksij Krassowskyj              | Sprint      | 3:33,40 min   | 71            | ausgeschieden | ausgeschieden | ausgeschieden | ausgeschieden | ausgeschieden | ausgeschieden | 70   |
| Andrij Orlyk Oleksij Krassowskyj | Teamsprint  | −             | −             | −             | −             | 17:32,50 min  | 10            | ausgeschieden | ausgeschieden | 20   |

### Snowboard
| Athleten          | Wettbewerbe           | Qualifikation | Qualifikation | Achtelfinale  | Achtelfinale  | Viertelfinale | Viertelfinale | Halbfinale    | Halbfinale    | Finale/Platz 3 | Finale/Platz 3 | Rang |
| Athleten          | Wettbewerbe           | Gegner        | Zeit          | Gegner        | Zeit          | Gegner        | Zeit          | Gegner        | Zeit          | Gegner         | Zeit           | Rang |
| ----------------- | --------------------- | ------------- | ------------- | ------------- | ------------- | ------------- | ------------- | ------------- | ------------- | -------------- | -------------- | ---- |
| Frauen            |                       |               |               |               |               |               |               |               |               |                |                |      |
| Annamari Dantscha | Parallel-Riesenslalom | 1:46,64 min   | 28            | ausgeschieden | ausgeschieden | ausgeschieden | ausgeschieden | ausgeschieden | ausgeschieden | ausgeschieden  | ausgeschieden  | 28   |